# قصر بنت قنيص
قصر بنت قنيص هو قصر تاريخي يقع في محافظة الأحساء التابعة لمنطقة الشرقية في المملكة العربية السعودية.

## الموقع
يقع قصر بنت قنيص في الكلابية شمال شرق مدينة الهفوف، وشرق مدينة المبرز، وشمال محافظة الأحساء، ويقع القصر علي بعد كيلو متًرا واحدًا من بلدة جواثا، ويقع القصر علي جنوب ويسار عين بنت قنيص.

## الأهمية
مثلت قلعة بنت قنيص حصنًا للدول السعودية المتتابعة.

## الوصف
يقع القصر شمال قرية الكلابية، وتقع علي تل يكشف المنطقة، بنيت القلعة علي حوض ماء عذب، تحيط به واحة النخيل، وتتكون القصر من برجين أحدهما في الزاوية الجنوبية الغربية، والأخري في الزاوية الشمالية الشرقية، ويوجد بوابة واحدة للقصر، حيث ترتفع الأبراج بطول حوالي 3 متر، والقصر مكون من دورين، يوجد في الدور العلوي علي مزاغل توضع فيها بنادق في وقت تعرض القلعة للهجوم، واما أبنيتها مكونه من الطين والجص.

## المعارك
شهدت القصر أحداث تاريخية من بينها معارك تاريخية، حيث كانت تتاخذه القوات العثمانية حصنًا لها، وسيطر عليها القوات السعودية بعد هزيمة الجيش العثماني، بعض أثار المعارك ما زالت باقية حتي الآن.

## مكونات
تتكون القلعة من قصر صغير، وأسطبل الخيل، ودار الضيافة، والبوابة الرئيسة، والمسبح المحاط بسور، ولكن جوانب هذة المكونات تشهد حجارتها تساقط بسبب العوامل الجو.

## عين بنت قنيص
قلعة بنت قنيص علي يسار عين بنت قنيص، والعين محاطه بسور لحماية زائري العين، ومنع وقوع الأطفال وعامة الناس، يري حول القصر والعين بعض الأواني الفخرية المكسورة، ووجود العديد من المنازل مندثرة تحت الرمال، كانت العين تسقي أهالي البلدة، والنخيل، والحقول المجاورة. ولكن العين جفت مع مرور الوقت.